# Ján Levoslav Bella
Ján Levoslav Bella (Liptovský Mikuláš, 4 settembre 1843 – Bratislava, 25 maggio 1936) è stato un compositore, direttore d'orchestra e docente slovacco, le cui composizioni appartengono alla musica romantica del XIX secolo.

## Biografia
Bella venne allevato in una famiglia cattolica. Ha studiato al collegio di Levoča, e poi in un seminario di Banská Bystrica, per poi laurearsi all'Università di Vienna.
Fu ordinato sacerdote nel 1866. Dal 1869 al 1881 è stato direttore musicale della città di Kremnica. Lasciò il sacerdozio nel 1881 e si convertì al protestantesimo, diventando direttore musicale a Sibiu, nell'attuale Romania (a quel tempo Regno d'Ungheria) dove rimase fino al 1921. Dal 1921 al 1928 visse in ritiro a Vienna, e successivamente si trasferì a Bratislava nel 1928, dove morì nel 1936.

## Opere
Bella iniziò a comporre mentre studiava a Levoča. A quel tempo la sua produzione era in gran parte minore, come la musica sacra, gli arrangiamenti folk-song e alcune musica da camera. Nel 1873, mentre era in visita a Vienna e Praga, udì per la prima volta la musica di, tra gli altri, Robert Schumann, Richard Wagner e Bedřich Smetana. Questo incontro con la musica romantica ebbe su di lui un effetto profondo, di cui il primo risultato fu un poema sinfonico del 1874 Osud a ideál (Il Destino e l'Ideale), che venne eseguito per la prima volta a Praga nel 1876.
Ai suoi tempi Bella era apprezzato sia come compositore che direttore d'orchestra da importanti figure musicali come Antonín Dvořák, Johannes Brahms, Hans von Bülow, Joseph Joachim e Ernő Dohnányi.
La musica di Bella si presenta con ampia varietà, tra cui sonagli, musica da chiesa, musica per organo, musica da camera e orchestrale. Le sue opere includono Wieland der Schmied (il fabbro Wieland), su un libretto originariamente scritto da Richard Wagner, e basato sul folklore tedesco. Quest'opera venne scritta nel periodo 1880-1890 ed eseguita la prima volta nel 1926 a Bratislava, in una versione slovacca dal titolo Kováč Wieland, grazie alla traduzione del libretto operata da Vladimír Roy.
Più di recente, la musica di Bella e la sua fama sono state riportate alla luce soprattutto dal compositore e studioso slovacco Vladimír Godár. Le incisioni di tutte le sue opere complete per organo e musica da camera sono state pubblicate dall'Hudobné Centrum di Bratislava.
Il Conservatorio di Ján Levoslav Bella a Banská Bystrica fondato nel 1992 è stato intitolato a lui.